# Carrier Command
Carrier Command ist ein Computerspiel, das von Realtime Games Software entwickelt wurde und 1988 für den Amiga, PC, C64 sowie den Atari ST erschien. Im Jahr 2012 wurde eine Neuauflage für Windows von Bohemia Interactive unter dem Namen Carrier Command: Gaea Mission auf den Markt gebracht.
Der Spieler übernimmt in diesem Spiel die Führung über einen modernen (fiktiven) Flugzeugträger.
Ziel des Spieles ist es, den feindlichen Flugzeugträger auszuschalten.
Dazu stehen dem Spieler verschiedene Möglichkeiten offen: Er kann Flugzeuge, Amphibienfahrzeuge, Raketen und Laser als Waffen einsetzen.
Um genügend Ressourcen zur Verfügung zu haben, muss der Spieler zuvor verschiedene Inseln besiedeln, um ein ausreichendes Versorgungsnetzwerk aufzubauen.
Neben dem Spielprinzip setzte vor allem die für die damalige Zeit komplexe und flüssige 3D-Vektorgrafik neue Maßstäbe. Die Atari- und PC-Versionen sowie die Neuauflage für Windows enthalten zusätzliche Funktionen, wie z. B. einen Zeitraffermodus und zusätzliche Animationen. Die C64-Version nutzt wegen der eingeschränkten Möglichkeiten des Systems als einzige eine 2D-Darstellung des Spielgeschehens.

## Story
Durch vulkanische Aktivität sind in einem Meeresgebiet mehrere Inseln neu entstanden. Durch ihren vulkanischen Ursprung sind sie sehr rohstoffreich und wurden daher zur Besiedlung und zum Bergbau freigegeben. Ein automatisierter Flugzeugträger sollte dies übernehmen, jedoch gelang es Terroristen den Träger umzuprogrammieren. Zwar verfolgt er weiter das Ziel die Inseln zu besiedeln, unterliegt jedoch nicht mehr der Kontrolle der Regierung.
Der Spieler wird nun als Kommandeur des Vorgängermodells eingesetzt, das noch nicht automatisiert ist und über weitaus geringere Geschwindigkeit, aber dafür eine Hauptkanone verfügt. Nun soll er den neuen, jetzt feindlichen, Träger ausschalten.

## Inselbesiedlung
Für die Besiedlung einer Insel muss der Spieler mittels eines Amphibienfahrzeugs, Walrus genannt, ein ACCB (Automatic Command Center Builder) auf der Insel ablegen. Dieser ACCB baut dann eigenständig ein Command Center auf. Hierbei entscheidet der Typ des Command Centers, welche Funktion die Insel im Netzwerk übernehmen wird, indem er steuert, welche weiteren Gebäude auf der Insel automatisiert errichtet werden.
| Typ       | Funktion |
| --------- | --- |
| Defence   | Verteidigungsanlage, welche sich durch Raketenwerfer und Flugzeuge gegen Angreifer wehren kann.                    |
| Ressource | Fördert Ressourcen, welche der Spieler für den Betrieb seines Flugzeugträgers und der Produktionsanlagen benötigt. |
| Industry  | Produktionsanlagen, welche Waffen, Flugzeuge und Amphibienfahrzeuge produzieren.                                   |

Der Spieler kann frei entscheiden, welchen Typ er platziert. Alle Inseln eignen sich grundsätzlich für alle Typen, allerdings unterscheiden sie sich in Größe und Form und damit auch in der Effizienz der Inselbewirtschaftung.
Genau eine Insel – sofern sie durch das Netzwerk lückenlos mit der Basisinsel verbunden ist – kann als Stockpile definiert werden. Nur hier kann der Flugzeugträger durch eine Fracht-Drohne versorgt werden. Die Definition ist dem Spieler überlassen und kann jederzeit geändert werden, jedoch benötigt der Transfer der Güter der vorherigen Stockpile Island zur neuen eine gewisse Zeit. Wird die Stockpile Island von der Basisinsel abgeschnitten, so können im ganzen Netz keine neuen Versorgungsgüter produziert werden. Der Spieler steht dann vor der Wahl, entweder eine neue Stockpile Island zu definieren und dabei alle gelagerten Güter auf der bisherigen zu verlieren, oder zu versuchen, die Verbindung wiederherzustellen.

## Inseleroberung
Ist eine Insel durch den Gegner schon besiedelt, so kann der Spieler entscheiden, wie er die Insel einnehmen möchte. Hierfür stehen ihm zwei Wege zur Verfügung.
Virusbombe
Das Walrus kann als Payload eine Virusbombe tragen. Diese enthält einen Computervirus, der in die Kommandozentrale der Insel injiziert werden muss. Hierzu wird die Virusbombe in die offene Seite der Kommandozentrale gefeuert. Dieses Vorgehen kann sich jedoch, aufgrund der Verteidigungsanlagen der Inseln, als schwierig erweisen und benötigt vorbereitende Angriffe. Der Vorteil liegt darin, dass man die Insel nebst allen Einrichtungen unbeschädigt und ohne Verzögerung übernimmt. Allerdings kann man sich so den Inseltyp nicht aussuchen und muss vorbereitend im Allgemeinen so viele Einrichtungen zerstören, dass von dem Vorteil nichts mehr übrigbleibt.
Zerstörung
Wird die Kommandozentrale einer Insel zerstört, so wird sie wieder frei und kann neu besiedelt werden. Alle vorhandenen Gebäude beginnen langsam zu verfallen. Legt man schnell ein neues ACCB ab, so werden sie nach dessen Fertigstellung jedoch wieder instand gesetzt. Hat das neue ACCB (Automatic Command Center Builder) einen anderen Typ als das frühere Command Center, dann werden nicht mehr benötigte Gebäude endgültig abgerissen und deren Rohstoffe für die schnellere Errichtung neuer Gebäude genutzt, so dass die Insel sich entsprechend den Wünschen des Spielers eigenständig umbaut.

## NeuauflageCarrier Command: Gaea Mission
Bohemia Interactive, Entwickler der Militärsimulationsreihe Arma, brachte 2012 eine Neuauflage des Spiels unter dem Namen Carrier Command: Gaea Mission heraus. Diese Version verwendet eine zeitgemäße Grafik und Sound, hält sich aber weitgehend an das Spielprinzip des Originals. Zusätzlich zum Original enthält die Neuauflage einen Kampagnen-Modus, der auch als Tutorial dient, und einige kleine Missionen, die in der Ego-Shooter-Perspektive gespielt werden.

## Rezeption
Das originale Spiel wurde in der Amiga- und Atari-ST-Version durchweg gut bis sehr gut bewertet. Gelobt wurde vor allem die flüssige 3D-Darstellung und die gut abgestimmte strategische Spieltiefe mit einer in Action-Simulationen bis dahin unbekannten Vielseitigkeit an miteinander zu kombinierenden Waffensystemen. Negativ wurde vereinzelt der langatmige Spielfluss und die schlechte KI-Steuerung der eigenen Einheiten gesehen. Die C64-Version erhielt wegen der fehlenden 3D-Darstellung deutlich schlechtere Bewertungen.
Die Neuauflage erhielt vor allem aufgrund von Mängeln beim automatischen Pathfinding und einer uninspiriert empfundenen Kampagne nur mäßige Kritiken. Metacritic ermittelte einen Wert von 60 % für das Spiel. Von Fans des Originals wurde das von der Kampagne unabhängige Strategiespiel zuweilen als gelungene Neuauflage empfunden, da es im Vergleich zum alten Spiel neben der wesentlich besseren Grafik eine höhere Spieltiefe aufweist und einige Verbesserungen in der Spiel-Balance vorgenommen worden sind.

## Belege
1. ↑  Carrier Command - Videos: Shooter- und Strategie-Mission mit dem Entwickler angespielt. In: GameStar.
2. 1 2  Test von Carrier Command: Gaea Mission in Power Play, 01/2013, S. 86–87
3. ↑  Test von Carrier Command in Happy Computer, Juni 1988
4. ↑  Test von Carrier Command in Games Machine, Oktober 1988
5. ↑  Test der C64-Version von Carrier Command in Zzap62, Jun 1990
6. ↑  Test von Carrier Command: Gaea Mission in Gamestar, 10/2012
7. ↑  Bewertung von Carrier Command: Gaea Mission bei Metacritic
8. ↑  Nutzerbewertungen der Steam-Community